# Lobos (Wyspy Kanaryjskie)
Lobos (hiszp. Islote de Lobos) – wyspa należąca do archipelagu Wysp Kanaryjskich (zaliczanych do Makaronezji), znajdująca się na północ od wyspy Fuerteventura i administracyjnie z nią związana (gmina La Oliva).
Wyspa znajduje się 6 km na północny wschód od Fuerteventury. Jej powierzchnia wynosi 4,58 km² a najwyższe wzniesienie – Montaña de la Caldera ma 127 m.
Nazwa pochodzi od mniszki śródziemnomorskiej (lobo marino – wilk morski). Liczne sztuki przybywały tu jeszcze w XIX wieku, by odchować młode. Potem zostały przepędzone przez miejscowych rybaków, dla których stanowiły konkurencję w zdobywaniu pożywienia. Pozyskiwano też z nich tłuszcz na specjalny olej, w związku z czym były masowo wybijane. Ponowne osiedlenie, mimo prób, nie powiodło się. Miejscowa ludność nie jest w stanie zrezygnować z dochodów z turystyki, a hałas związany z rybołówstwem i sportami wodnymi uniemożliwia reintrodukcję gatunku. Turystów przyciągają przede wszystkim możliwości kąpieli na plażach i w zatoczkach. Najbardziej popularną jest Playa de la Concha (zwana też Playa de la Caleta). W centrum wyspy wyznakowano szlaki trekingowe.
Od 1968, kiedy to zautomatyzowano znajdującą się na niej latarnię morską, nie posiada stałych mieszkańców (ostatni latarnik prowadzi restaurację w Puertito). W 1982 utworzono na niej rezerwat przyrody o nazwie Parque Natural Islote de Lobos. Na lokalny krajobraz składają się przede wszystkim wydmy, mokradła i niewielkie stożki wulkaniczne. Wystawy i informacje na temat lokalnej przyrody prezentuje Centro de Interpretación otwarte w 2009.
Na wyspie znajduje się jedna mała wieś – Puertito z zaniedbanymi, opuszczonymi domostwami. Z Fuerteventurą połączenia poprzez cieśninę El Río (2 km szerokości) zapewniają promy z Corralejo (rejs trwa 15 minut, a punktem docelowym jest port – El Muelle).

## Galeria

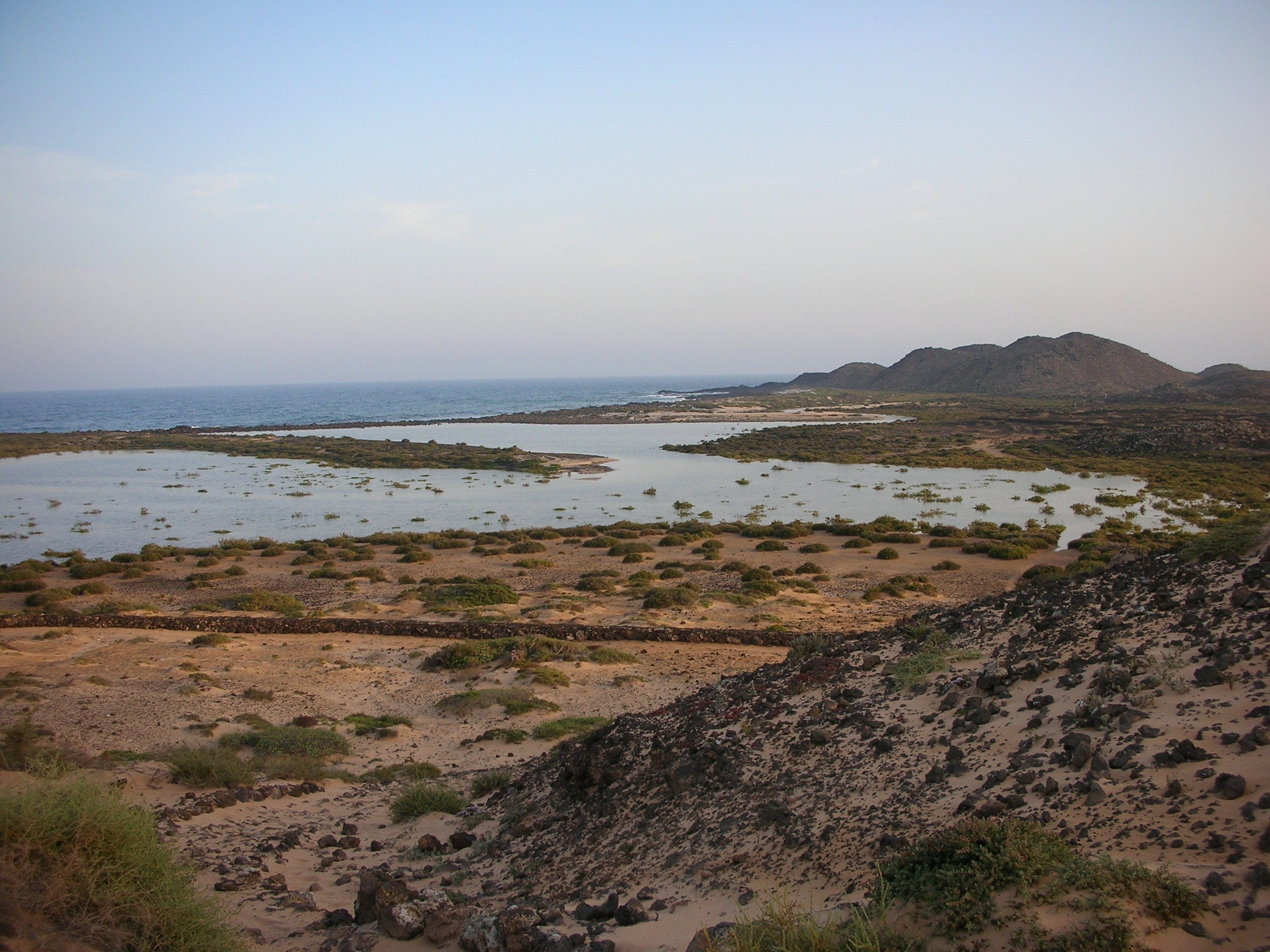
Mała laguna na Lobos
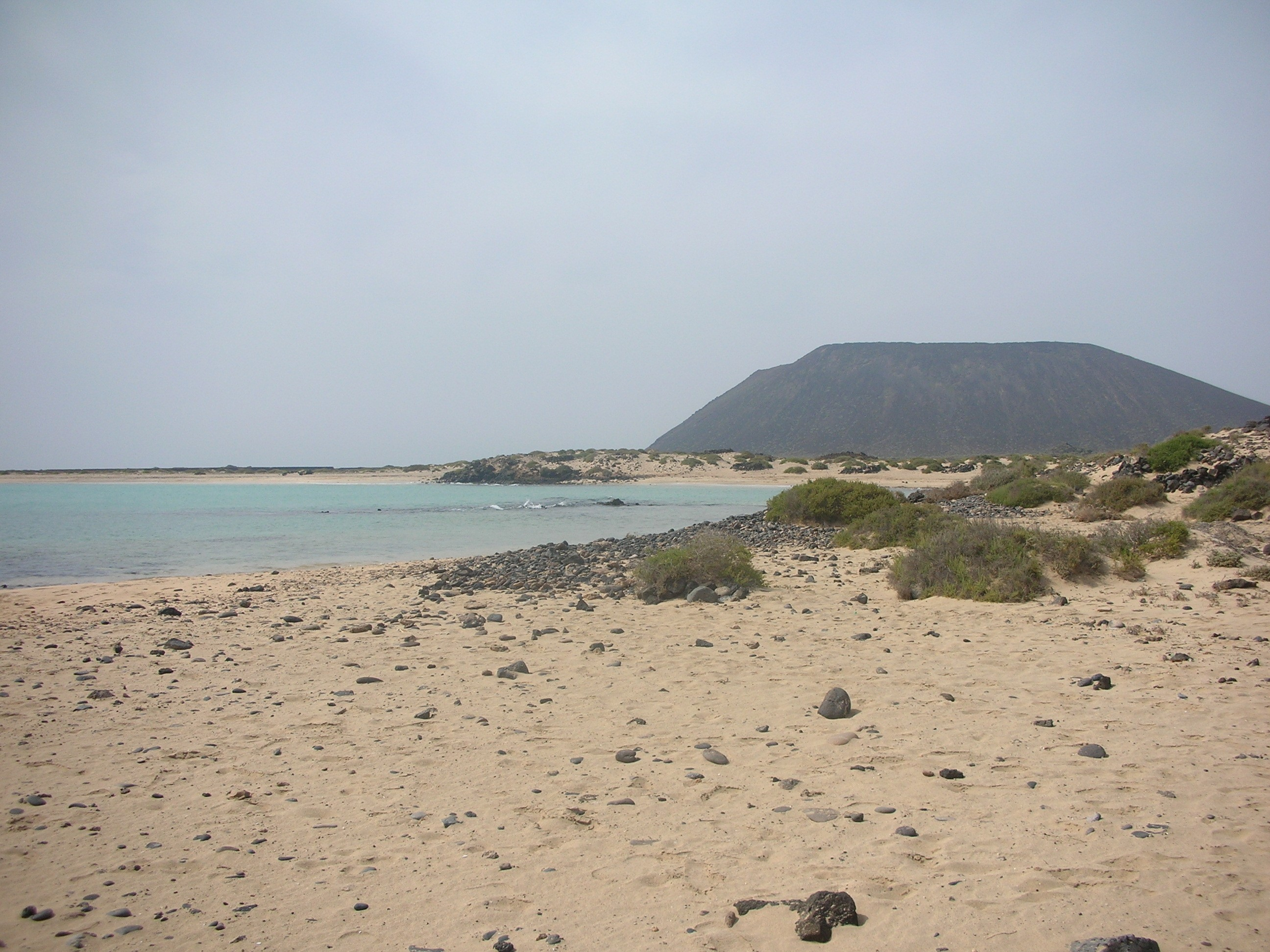
Playa de la Concha
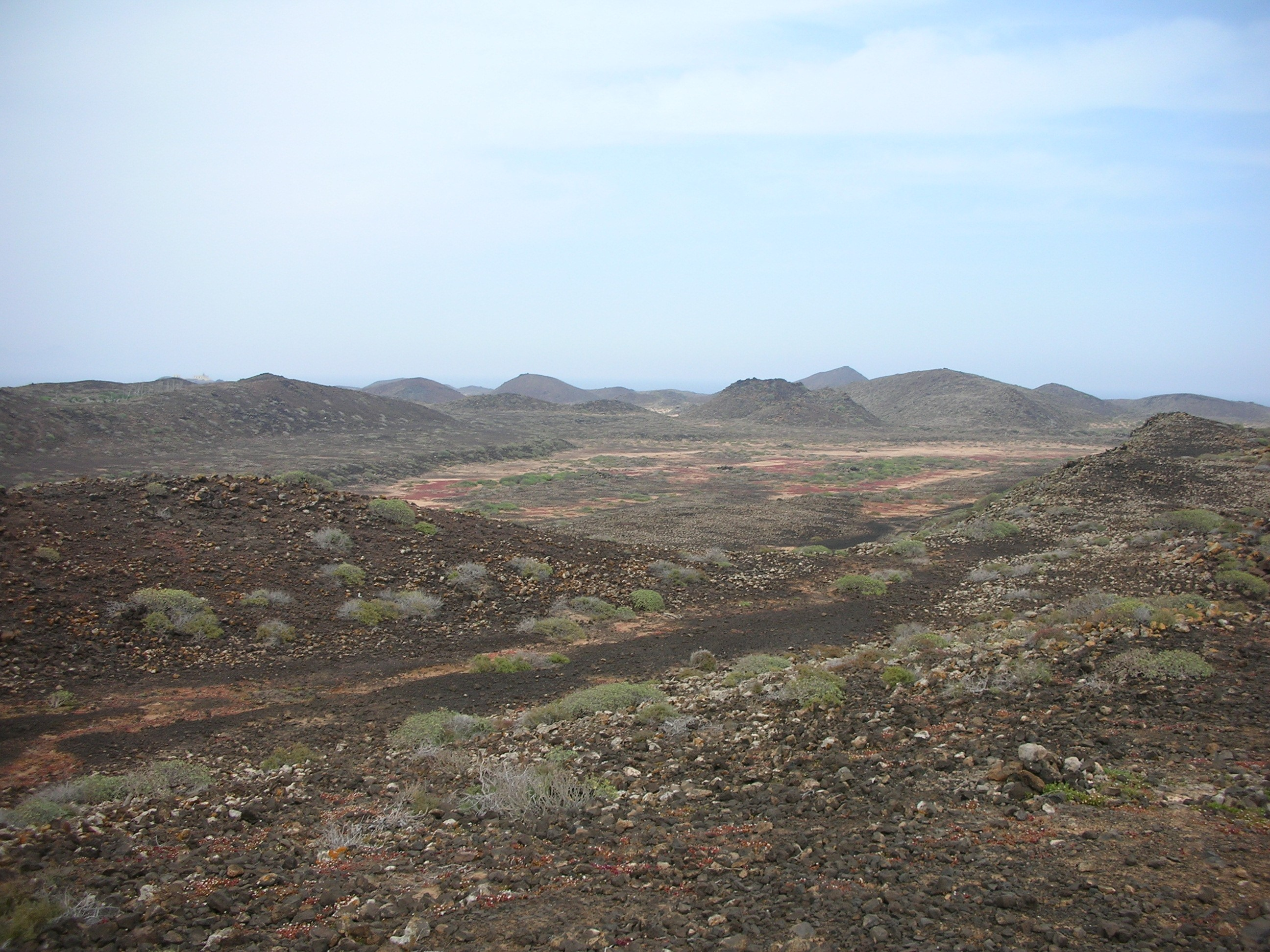
Wnętrze wyspy
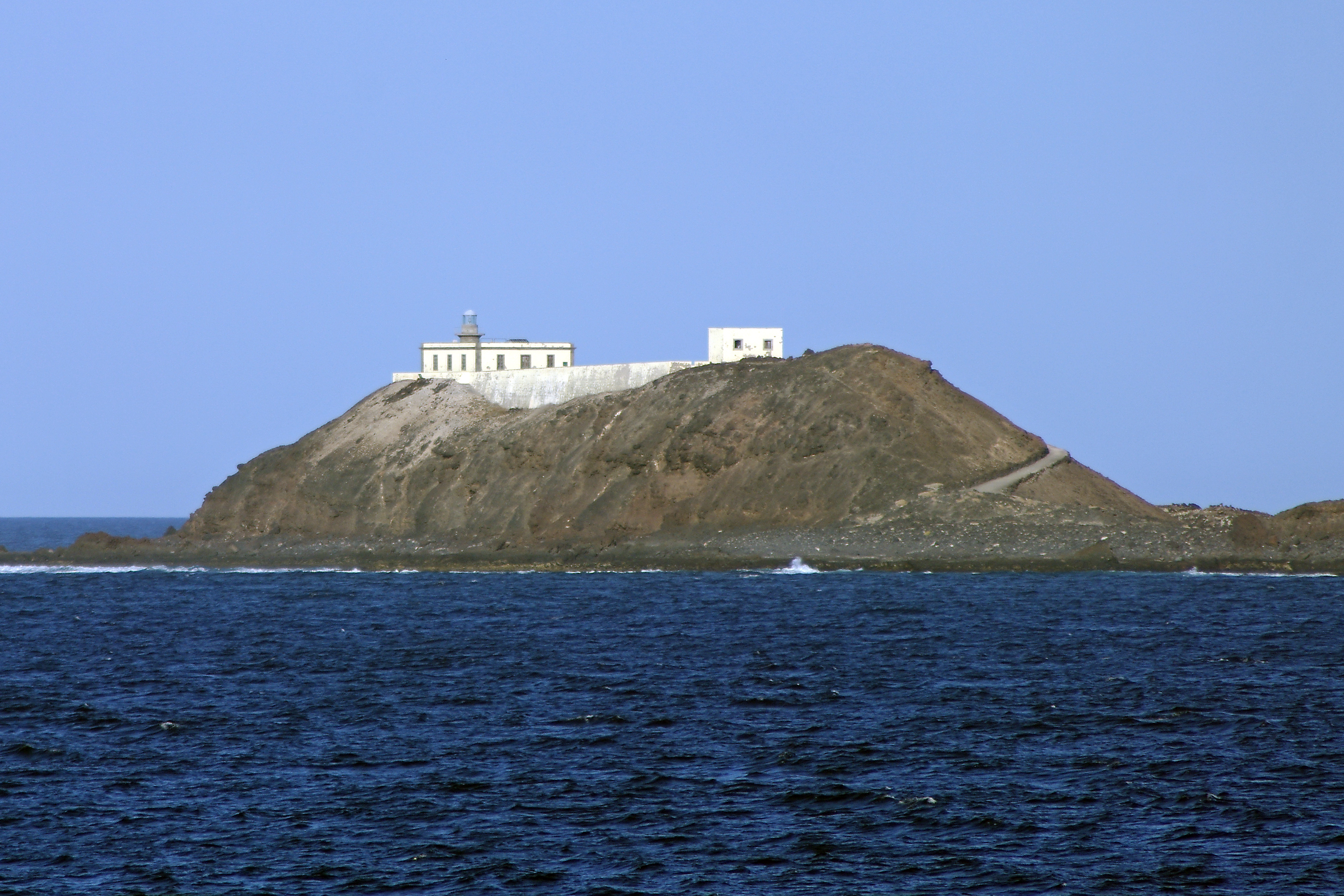
Latarnia morska Faro de Martiño